# Remei Martínez-Marí i Òdena
Remei Martínez-Marí i Òdena (Barcelona, 1930 - Navata, 12 d'agost de 2006), va ser una pintora i poetessa catalana. Arrelada a Navata, a l'Alt Empordà des del 1977, la seva pintura pintura es caracteritza per recollir, de forma càlida i intimista, els petits indrets i objectes que estima.
Els darrers anys de la seva vida va conrear la poesia, amb una obra que seguia les traces del seu estil pictòric, recollint persones i vivències íntimes que permeten acostar el lector a les seves qualitats humanes.

## Biografia
Naix i viu a Barcelona fins que l'any 1977 es trasllada a Navata, juntament amb el seu marit, l'escultor Jordi Roura. A Barcelona, es va formar a la Escola de Belles Arts de Sant Jordi.
Va compaginar la tasca de pintora amb les classes de dibuix i pintura a l'escola Sant Gregori de Sant Gervasi, l'escola Santa Anna i l'escola Thau, on va apostar per la pedagogia activa.
La seva primera exposició en solitari la realitza el 1963 a Palma, precedida per moltes exposicions col·lectives. Va obtenir un premi al V Salón Femenino de Arte Actual de Barcelona, l'any 1966, amb l'obra Ventana.
La major part de la seva obra són olis, tot i tenir producció d'aiguaforts, aquarel·la, gravats i alguna escultura. La seva primera època està centrada en paisatges, persones i ambients de l'Eixample i Sarrià on va residir. Des de finals dels anys 1970 fins començaments dels anys 1990 la seva obra recull quasi exclusivament, indrets i detalls de la quotidianitat de l'Alt Empordà i de Navata.
La seva pintura utilitza pocs contrastos, llums tènues, tons pastís; amb un estil realista d'influència impressionista, amb una pinzellada plana i una visió sempre frontal.
El Museu de l'Hospitalet de Llobregat aplega part de la seva producció.
Els darrers anys de la seva vida va estar afectada per una llarga malaltia que l'aparta de la pintura i es refugia en la poesia. L'any 2014 es va publicar una obra pòstuma amb el recull dels seus poemes, anomenat Poemes de Mei, en referència a la forma familiar del seu nom.